# Bauhinia hypoglauca
Bauhinia hypoglauca är en ärtväxtart som beskrevs av T. Chen. Bauhinia hypoglauca ingår i släktet Bauhinia och familjen ärtväxter. Inga underarter finns listade i Catalogue of Life.